# Kenji Honnami
Kenji Honnami, född 23 juni 1964 i Hirakata, Japan, är en japansk tidigare fotbollsspelare.